# Deinococcota
Deinococcota (sin. Deinococcus-Thermus) é um filo de bactérias cocóides com uma única classe, Deinococci. O filo é altamente resistente às condições ambientais extremas. Possuem uma grossa parede celular que dão a elas uma coloração gram-positiva, porém são revestidas por uma segunda membrana que é semelhante a estrutura das bactérias gram-negativas. O gênero Deinoccocus, pertencente a este filo, inclui várias espécies resistentes à radiação; elas se tornaram conhecidas por sua capacidade de comer resíduos nucleares e outros materiais tóxicos, sobreviver no vácuo do espaço, e sobreviver a extremos de calor e frio.
Cavalier-Smith denominou este clado como Hadobacteria (do grego: Hades, o submundo da mitologia).

## Assinaturas moleculares
Foram encontradas assinaturas moleculares na forma de assinaturas conservadas (CSIs) e proteínas (CSPs) que são compartilhadas de maneira única por todos os membros pertencentes ao filo Deinococcus-Thermus. Esses CSIs e CSPs são características distintivas que separam o filo de todos os outros organismos bacterianos, e sua distribuição exclusiva é paralela às diferenças observadas na fisiologia. CSIs e CSPs que sustentam as classificações taxonômicas a nível de ordens e famílias dentro do filo também foram encontrados. Acredita-se que alguns dos CSIs encontrados para suportar distinções de nível de ordem desempenham um papel nas respectivas características extremofílicas. Outrossim, alguns gêneros dentro deste grupo, incluindo Deinococcus, Thermus e Meiothermus, também possuem assinaturas moleculares que os demarcam como gêneros individuais, inclusive de suas respectivas espécies, fornecendo um meio de distingui-los do resto do grupo e de todas as outras bactérias.

## Novas descobertas
Em 2017, foi detectada alta abundância da bactéria Deinococcota no intestino de crocodilo-lagarto selvagem na China, enquanto os de cativeiros, que se encontram doentes não havia a mesma concentração. Além disso, nas amostras selvagens da Reserva Natural de Luokeng, a alta prevalência do filo Deinococcota no microbioma intestinal não foi encontrada em outros vertebrados. Deinococcota spp. são geralmente encontrados em ambientes extremos. O papel do Deinococcota no trato intestinal não é claro. No entanto, foi relatado que as bactérias Deinococcota apresentam notável resistência a uma série de estresses, como radiação ionizante e UV, agentes oxidantes e dessecação (Theodorakopoulos et al., 2013). Portanto, a alta proporção de Deinococcota pode ajudar os crocodilo lagarto a se adaptarem ao ambiente selvagem na Reserva Natural de Luokeng.

## Genomas sequenciados
Atualmente existem 10 genomas sequenciados de cepas neste filo:
- Deinococcus radiodurans R1

- Thermus thermophilus HB27

- Thermus thermophilus HB8

- Deinococcus geothermalis DSM 11300

- Deinococcus deserti VCD115

- Meiothermus ruber DSM 1279

- Meiothermus Silas DSM 9946

- Radiovictrix Truepera DSM 17093

- Oceanithermus profunda ATCC 14977